# Hazukibreen
Der Hazukibreen (norwegisch, japanisch 葉月氷河 Hazuki-hyōga, deutsch ‚August-Gletscher‘) ist ein kleiner Gletscher an der Prinz-Harald-Küste des ostantarktischen Königin-Maud-Lands. Er fließt nördlich der Hovdebukta in nordöstlicher Richtung zur Lützow-Holm-Bucht.
Japanische Wissenschaftler entdeckten und vermaßen ihn im August 1981. Sie benannten ihn nach dem Monat seiner Entdeckung. Wissenschaftler des Norwegischen Polarinstituts übertrugen diese Benennung 1989 in einer Teilübersetzung ins Norwegische.